# FEZ2
FEZ2‏ (Fasciculation and elongation protein zeta 2) هوَ بروتين يُشَفر بواسطة جين FEZ2 في الإنسان.